# Скорохов, Александр Степанович
Александр Степанович Скорохов (19 декабря 1924, с. Воскресенка, Самарская губерния — 30 июня 1990, Куйбышев) — советский футболист, правый защитник. Мастер спорта (с 1950). Один из лучших защитников клуба «Крылья Советов» Куйбышев/Самара за всю его историю. Внёс заметный вклад в становление и развитие команды во второй половине сороковых — пятидесятых годах прошлого столетия.

## Биография
Родился Александр Скорохов в большой рабочей семье: три брата и сестра. Во время Великой Отечественной войны работал слесарем-лекальщиком на заводе им. Масленникова. С 14 лет в детской команде завода продолжилось дворовое увлечение футболом. В 17 лет Саша Скорохов стал выступать за первую взрослую команду своего предприятия в обществе «Трактор».
Способный юноша не остался незамеченным тренером Виктором Новиковым, одним из организаторов куйбышевских «Крыльев». В марте 1946 года Скорохов был приглашён в команду мастеров, которая после победного дебюта во второй группе чемпионата СССР 1945 года готовилась к своему второму сезону, уже в группе сильнейших.
В пятом матче своей команды он дебютировал в первенстве страны — 23 мая 1946 года в Минске «Крылья» сыграли вничью (1:1) с местным «Динамо». С первого появления новичка на футбольном поле стало ясно, что в коллектив пришёл способный, незаурядный футболист, с неплохим будущим. Он внёс молодой азарт и боевой настрой в игру, и вскоре утвердился в основном составе команды.
Десять лет Александр Скорохов играл на правом краю защиты «Крыльев». Выступал в финале Кубка СССР в 1953 году, был в составе волжан, завоевавших наилучшее 4-е место в советский период в высшей лиге в 1951 году. А годом раньше — в 50-м — специалисты включили его вместе с одноклубником Александром Гулевским в список 33 лучших игроков страны, за что оба одними из первых куйбышевских футболистов были удостоены звания мастеров спорта.
В 1951 году Скорохов усиливал донецкий «Шахтёр» в его поездке по Болгарии и Румынии. В 1953 году вместе с другими игроками «Крыльев» — Ворошиловым, Ширяевым и Корниловым — участвовал в турне ленинградского «Зенита» по Норвегии и Финляндии.
28 июля 1955 года Скорохов сыграл свой последний матч за «Крылья Советов» в Москве со «Спартаком» и довел командный рекорд по числу выступлений в чемпионатах страны (высшая лига) до 201 матча. В настоящее время по этому показателю он занимает 5-е место. В Кубке СССР он сыграл 22 матча. Во второй половине 1955 года выступал за таллинское «Динамо» (2 матча, 1 гол).
Ещё играя за «Крылья», Александр окончил педагогический техникум, а затем Саратовский институт физкультуры. После большого футбола Скорохов жил в Куйбышеве, был тренером в «Локомотиве», работал на кафедре физвоспитания Куйбышевского политехнического института, около десяти лет трудился преподавателем в СПТУ № 1 при заводе имени Масленникова. Заочно окончил Государственный центральный институт физкультуры.
Часто выступал за команду ветеранов «Крыльев». Умер в 1990 году после тяжёлой болезни.

## Достижения
В клубе
- Финалист Кубка СССР: 1953
- 4-е место в чемпионате СССР: 1951 (лучший результат «Крыльев Советов» в советский период)

Личные
- В списке 33 лучших футболистов сезона в СССР: № 3 — 1950

## Статистика выступлений
| Год  | Команда                   | Турнир | Турнир        | Место | Игры | Голы |
| ---- | ------------------------- | ------ | ------------- | ----- | ---- | ---- |
| 1946 | Крылья Советов (Куйбышев) | I      | Первая группа | 10    | 12   |      |
| 1947 | Крылья Советов (Куйбышев) | I      | Первая группа | 7     | 10   |      |
| 1948 | Крылья Советов (Куйбышев) | I      | Первая группа | 11    | 26   |      |
| 1949 | Крылья Советов (Куйбышев) | I      | Первая группа | 10    | 34   | 1    |
| 1950 | Крылья Советов (Куйбышев) | I      | Класс «А»     | 7     | 35   | 1    |
| 1951 | Крылья Советов (Куйбышев) | I      | Класс «А»     | 4     | 27   |      |
| 1952 | Крылья Советов (Куйбышев) | I      | Класс «А»     | 8     | 10   |      |
| 1953 | Крылья Советов (Куйбышев) | I      | Класс «А»     | 7     | 20   |      |
| 1954 | Крылья Советов (Куйбышев) | I      | Класс «А»     | 11    | 19   |      |
| 1955 | Крылья Советов (Куйбышев) | I      | Класс «А»     | 11    | 8    |      |
| 1955 | Динамо (Таллин)           | II     | Класс «Б»     | 16    | 2    | 1    |